# Antidesma venosum
Antidesma venosum är en emblikaväxtart som beskrevs av Ernst Meyer och Louis René Tulasne. Antidesma venosum ingår i släktet Antidesma och familjen emblikaväxter. Inga underarter finns listade i Catalogue of Life.

## Bildgalleri

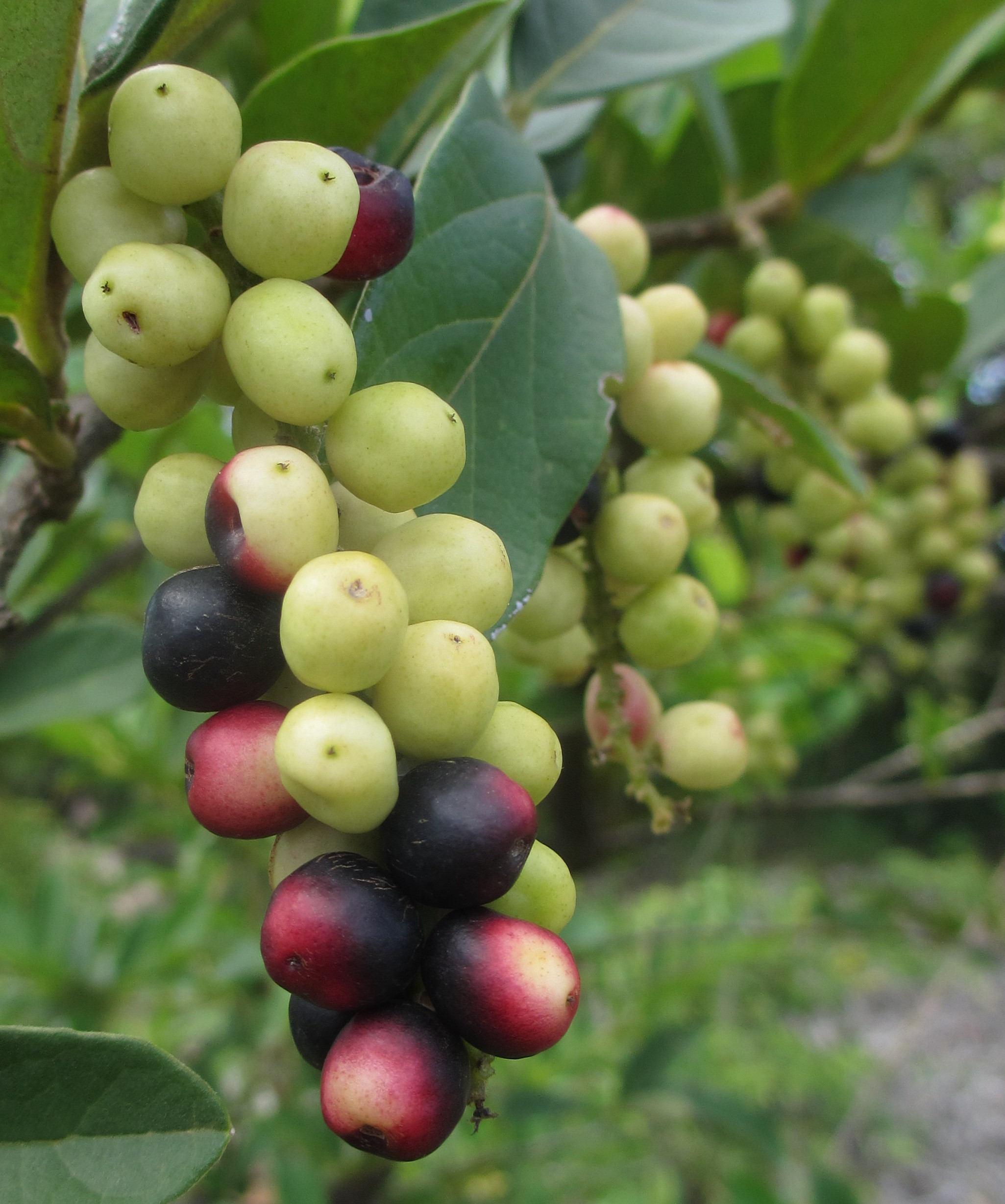
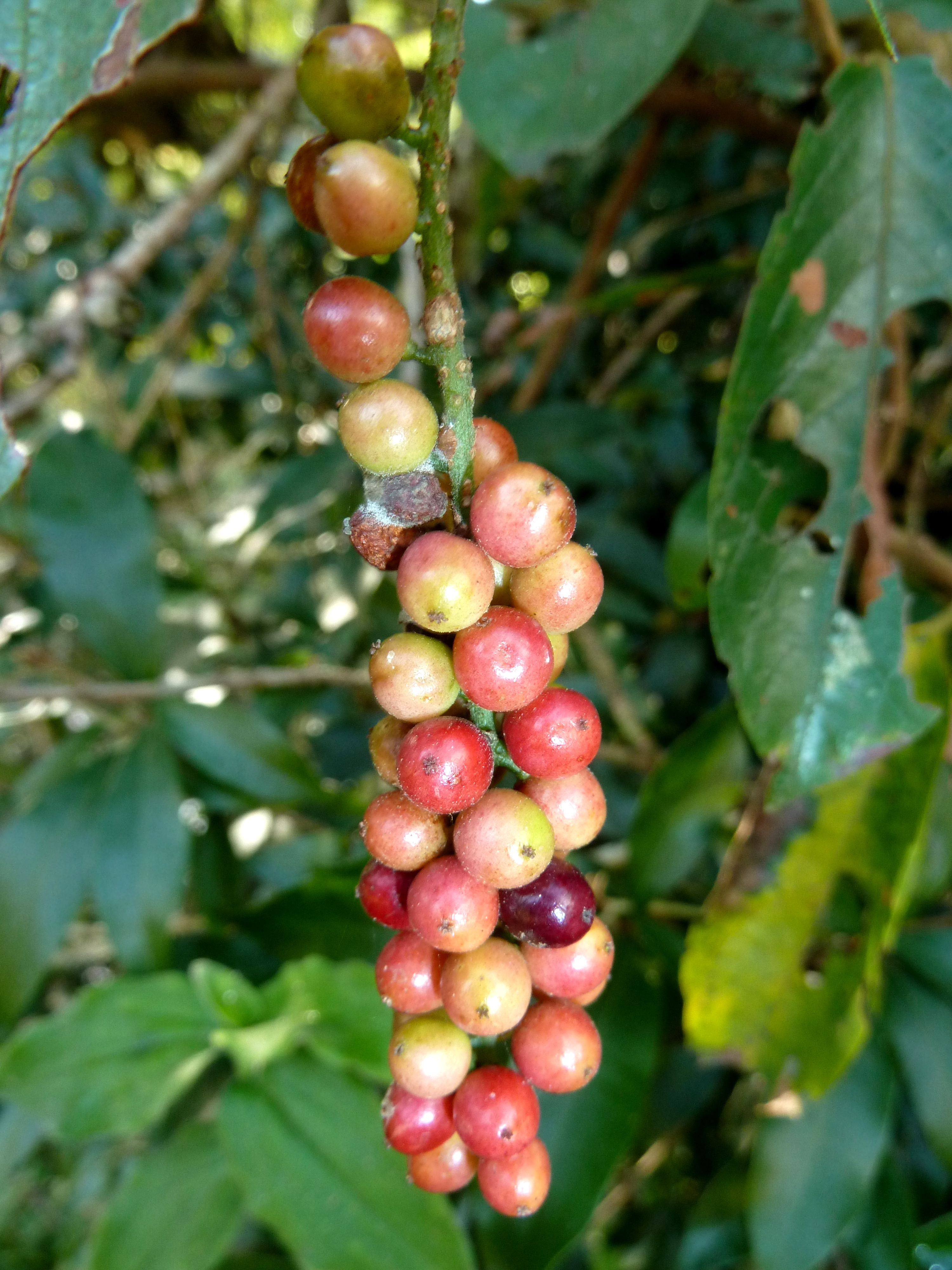
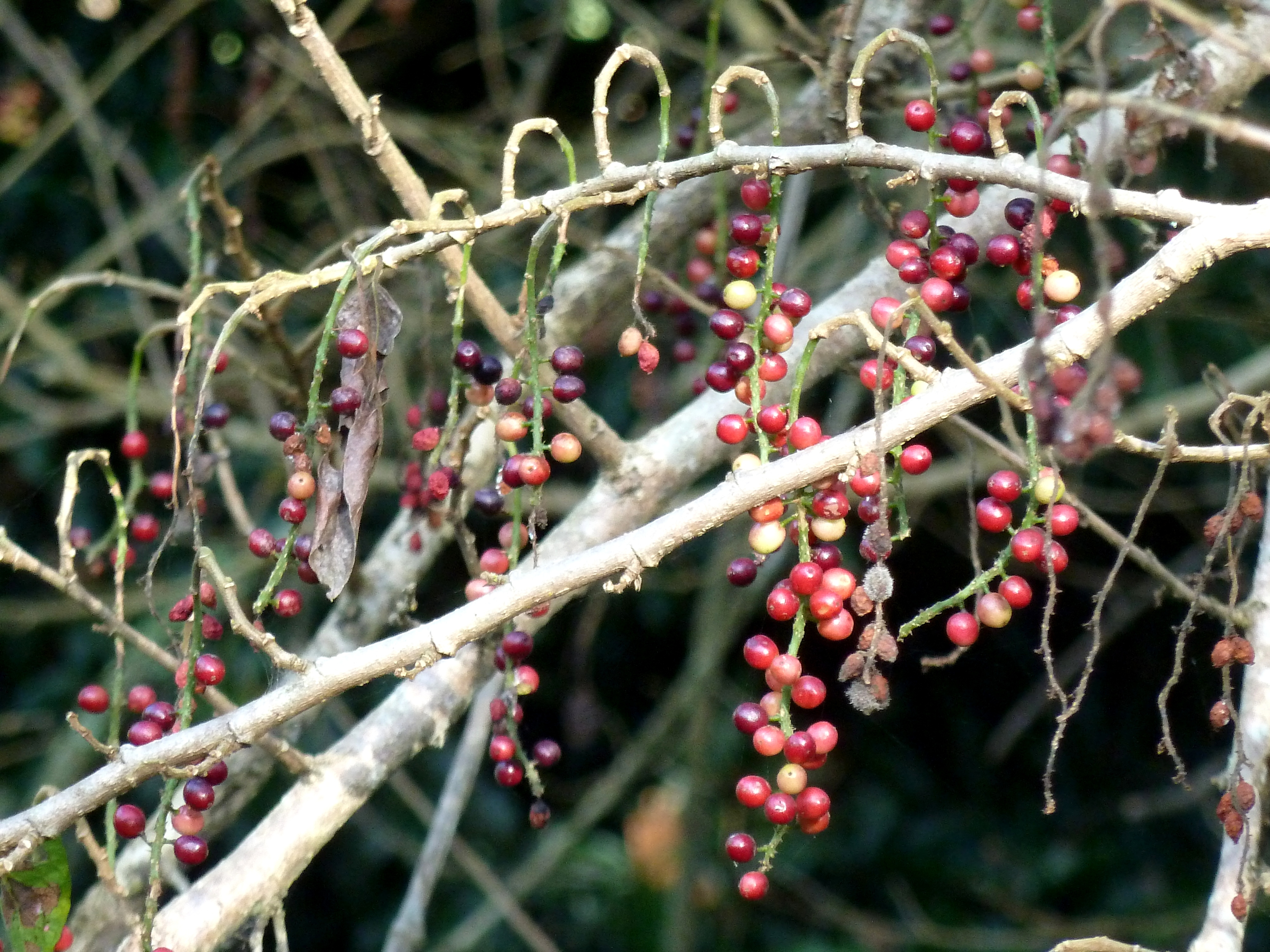